# Merzig
Merzig è un comune tedesco di 29 609 abitanti, situato nel land della Saarland.